# Encyclopedia of Triangle Centers
Encyclopedia of Triangle Centers (ETC) je online zbirka preko 3000 znamenitih točk trikotnika (središč), ki so povezani z geometrijo trikotnika. Seznam vzdržuje ameriški matematik, glasbenik in skladatelj Clark Kimberling (rojen 1942), profesor matematike na Univerzi v Evansvilleu.
Prvih 10 znamenitih točk iz Enciklopedije je: 
| ETC oznaka | ime                       | definicija                                                                  |
| ---------- | ------------------------- | --------------------------------------------------------------------------- |
| X(1)       | središče včrtane krožnice | središče včrtane krožnice                                                   |
| X(2)       | težišče                   | presečišče treh razpolovišč stranic                                         |
| X(3)       | središče očrtane krožnice | središče očrtane krožnice                                                   |
| X(4)       | višinska točka            | presečišče treh višin trikotnika                                            |
| X(5)       | središče devetih točk     | središče krožnice devetih točk                                              |
| X(6)       | simedianska točka         | presečišče treh simedian                                                    |
| X(7)       | Gergonnova točka          | točka simediane dotikalnega trikotnika                                      |
| X(8)       | Nagelova točka            | presečišče premic, ki tečejo iz oglišč trikotnika do točke polobsega        |
| X(9)       | mittenpunkt               | simedianska točka trikotnika, ki nastane s središči treh pričrtanih krožnic |
| X(10)      | Spiekerjeva točka         | središče Spiekerjeve krožnice                                               |
Vsaka znamenita točka v Enciklopediji ima oznako v obliki {\displaystyle X(n)\,} (primer {\displaystyle X(1)\,}) je središče včrtane krožnice. Za vsako točko so navedene trilinearne in težiščne koordinate.